# Gaston Rébuffat
Gaston Rébuffat (* 7. Mai 1921 in Marseille; † 1. Juni 1985 in Paris) war ein französischer Bergsteiger und eine der bedeutendsten Persönlichkeiten in der Geschichte des Alpinismus.

## Leben

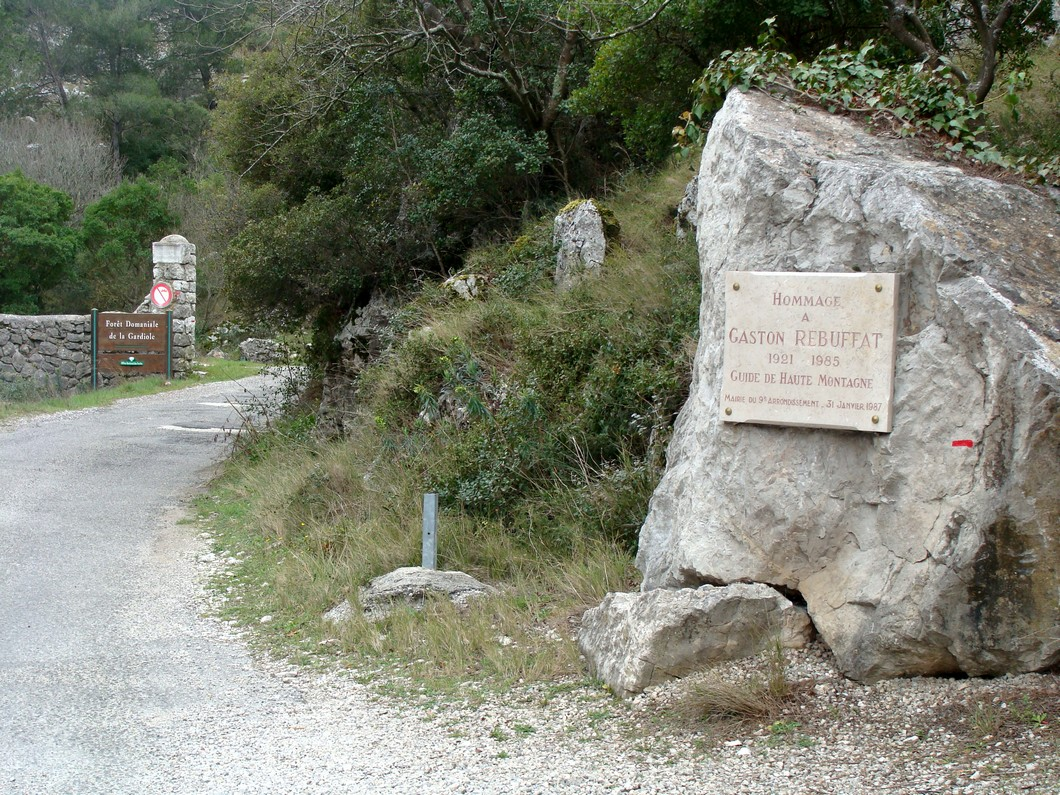
Gedenktafel an Rébuffat

Im Alter von 16 Jahren entdeckte Rébuffat das Felsklettern für sich und wurde innerhalb kurzer Zeit zum begeisterten Bergsteiger. Schon mit 21 erhielt er das Bergführer-Diplom. Zahlreiche schwierige Bergtouren glückten ihm zusammen mit seinem Freund Lionel Terray, der wie er zur Spitze des französischen Alpinismus zählte. Auch als mehrfacher Buchautor trat Rébuffat in Erscheinung. Ein Jahr vor seinem Tod wurde Rébuffat zum Offizier der französischen Ehrenlegion ernannt.
Einige seiner wichtigsten Begehungen sind:
- Südwestwand der Aiguille des Pélerins (1. Begehung, 1943)
- Frendo-Pfeiler der Aiguille du Midi (2. Begehung, 1943)
- Ostwand des Pic de Roc (1. Begehung, 1944)
- Nordwestwand des Grand Pic de Belledonne (1. Begehung, 1944)
- Grandes Jorasses, Walkerpfeiler (2. Begehung, 1945)
- Nordwand des Dent du Requin (1. Begehung, 1945)
- Grandes Jorasses, Crozpfeiler (4. Begehung, 1947)
- Südwand der Aiguille du Midi (1. Begehung, 1956)
- Petit Dru, Bonattipfeiler (4. Begehung, 1961)

- 1950 nahm Rébuffat an der französischen Expedition teil, die die erste Besteigung eines Achttausenders überhaupt, der Annapurna, verbuchen konnte. Rébuffat selbst erreichte den Gipfel jedoch nicht. Er rettete zusammen mit Lionel Terray die beiden Erstbesteiger Maurice Herzog und Louis Lachenal, die wegen Erschöpfung und Erfrierungen den Abstieg nicht mehr aus eigener Kraft geschafft hätten.[1]
- Gaston Rébuffat war der erste Bergsteiger, der alle sechs großen Nordwände der Alpen durchsteigen konnte – Eiger-Nordwand, Grandes-Jorasses-Nordwand, Matterhorn-Nordwand, Piz-Badile-Nordostwand, Petit-Dru-Nordwand, Große-Zinne-Nordwand.